# Tarpan
Sous-espèce
Synonymes
Equus ferus ferus
Statut de conservation UICN

 EX  : Éteint
Ne doit pas être confondu avec Cheval de Heck ou Konik.
Le Tarpan (Equus ferus ferus ou Equus ferus gmelini) est une sous-espèce éteinte d'équidés sauvages qui vivait en Europe et est parfois considérée comme l'ancêtre de la plupart des races actuelles de chevaux. D'après les rares photographies prises avant l'extinction de l'espèce, il s'agissait d'un petit cheval d'environ 1,30 m au garrot, à la robe gris souris.
Le tarpan a été « reconstitué » phénotypiquement  par Tadeusz Vetulani, un scientifique polonais, et par les frères Heck (cheval de Heck). Mais ces chevaux issus de races domestiques sont différents par leur héritage génétique et leur morphologie du Tarpan sauvage. « Tarpan » vient d'un mot turkmène, signifiant « cheval sauvage ».

## Histoire
Au cours du XVIIIe siècle, des spécimens ont été trouvés et identifiés comme des tarpans.
Il existait deux types de tarpans :
- le tarpan des steppes (Equus ferus ferus) qui vivait au nord de la mer Noire, dans la steppe pontique. Découvert en 1769 par un explorateur allemand, Samuel Gottlieb Gmelin, il fut exterminé au XIXe siècle.
- le tarpan forestier (Equus ferus silvaticus), plus petit, qui vivait dans les forêts des actuelles Pologne, Ukraine occidentale, Moldavie et Roumanie[1]. Disparu vers 1850, il a été victime de la chasse et de la destruction de son habitat par l'homme, ainsi que de la concurrence avec des chevaux domestiques.

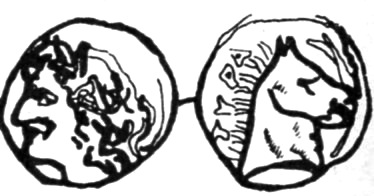
Monnaie grecque antique émise à Tyras (Mer Noire) représentant Dionysos et un tarpan des steppes.

Le dernier tarpan disparaît en 1887 au zoo « Hellabrunn » (impossible, le zoo a ouvert dans les années 1900..) de Munich, mais des témoignages isolés revendiquent la survie de l'espèce jusqu'en 1919. Ce cheval sauvage pourrait être à l'origine de nombreuses races d'équidés domestiques en Europe, voire l'ancêtre du cheval.

## Description
Le tarpan devait mesurer environ 1,30 m au garrot. Gris ou alezan, avec une raie le long du.dos et parfois des zébrures sur les membres. Sa robe blanchit en hiver. Il devait être assez résistant au froid.
Son aire d'extension maximale est mal connue : selon certains auteurs, il aurait couvert l'essentiel de l'Europe[réf. souhaitée] tandis que d'autres considèrent qu'il ne vivait que dans les steppes du sud-est et de l'est de l'Europe[réf. souhaitée], d'autres espèces ou sous-espèces occupant le reste du continent. Le problème vient des difficultés rencontrées pour étudier la taxonomie des espèces et sous-espèces de chevaux sauvages (voir ci-dessous). On ignore encore si on doit lui attribuer les restes de chevaux sauvages qui vivaient en Europe durant l'Holocène et si c'est lui qui est figuré sur les peintures des grottes ornées préhistoriques.

## Systématique
Le tarpan a été scientifiquement décrit la première fois par Samuel Gottlieb Gmelin en 1774, mais sans que ce dernier ne lui donne de nom scientifique (la dénomination binomiale ne s'imposera définitivement qu'au XIXe siècle, après que Pallas en publie la description en 1811 en tant qu'Equus ferus equiferus). Gmelin avait observé cet animal en 1769 dans la région de Bobrovsk, près de Voronej (sud de la Russie, près de l'actuelle Ukraine).
En 1784, Pieter Boddaert nomma cet animal Equus caballus ferus, en se référant à la description de Gmelin. Ignorant le nom donné par Boddaert, Otto Antonius a nommé l'espèce Equus gmelini en 1912, toujours en se référant à la description de Gmelin. Les noms gmelini et ferus sont considérés comme synonymes. Selon la règle de nomenclature voulant que le premier nom attribué reste le seul valable en cas de synonymie, le tarpan doit normalement s'appeler ferus. On trouve aussi d'autres synonymes : Equus sylvestris (Brincken, 1828) ou Equus gmelini silvatica (Vetulani, 1927), ainsi que leurs variantes : Equus ferus sylvestris, Equus caballus sylvestris, Equus gmelini Antonius, Equus ferus gmelini, Equus caballus gmelini.
La communauté scientifique est divisée en deux écoles concernant les deux groupes de chevaux sauvages que sont le tarpan et le cheval de Przewalski. Pour la première école, il s'agit de deux espèces assez proches, respectivement Equus ferus (tarpan) et Equus przewalskii (cheval de Przewalski)[réf. souhaitée]. Pour la seconde école, il s'agit de deux sous-espèces appartenant à la même espèce, Equus ferus[réf. souhaitée]. Le tarpan est alors appelé Equus ferus ferus et le Przewalski Equus ferus przewalskii. Certains tenants de cette approche proposent d'utiliser comme nom scientifique commun Equus caballus, ce qui permet alors d'utiliser un seul nom d'espèce pour tous les chevaux sauvages et domestiques. Dans cette dernière hypothèse, le tarpan est une sous-espèce dont le nom scientifique doit être Equus caballus ferus. Cependant, le nom généralement adopté pour les chevaux sauvages est celui de Equus ferus, conformément à la décision 2027 de l'International Commission on Zoological Nomenclature, laquelle a décidé en 2003 de ne pas utiliser les noms des formes domestiquées (ici Equus caballus) pour désigner les espèces sauvages.
Les noms spécifiques gmelini (postérieur à ferus) et caballus (réservé aux chevaux domestiques) étant rejetés par l'International Commission on Zoological Nomenclature, les deux noms possibles du groupe restent Equus ferus (dans l'hypothèse d'une espèce séparée) ou Equus ferus ferus (dans l'hypothèse d'une espèce commune avec Przewalski).
Certains naturalistes s'interrogent sur le caractère réellement sauvage des tarpans. L'hypothèse de chevaux domestiques rustiques retournés à la vie sauvage (phénomène de marronnage) a été envisagée. Sans preuve tangible, cette hypothèse reste aujourd'hui minoritaire, sans pouvoir être définitivement rejetée. Il existe aussi une autre approche, considérant que même si le tarpan originel était bien un cheval sauvage, sa longue cohabitation européenne avec les chevaux domestiques a pu engendrer des croisements avec des animaux ré-ensauvagés[réf. souhaitée]. Les tarpans du XVIIIe siècle étaient donc peut-être le produit de ces mélanges. Finalement, faute de matériel paléontologique ou génétique de qualité, le statut exact du tarpan (cheval sauvage, cheval domestiqué retourné à la vie sauvage ou mixte des deux) reste indécis.
Alors qu'on sait maintenant que le cheval de Przewalski n'est pas l'ancêtre du cheval moderne (nommé E. caballus, mais que de plus en plus de scientifiques rebaptisent E. ferus caballus, ou E. ferus f. caballus, pour bien indiquer qu'il n'est qu'une forme domestiquée du tarpan, et non une espèce à part entière), le tarpan reste un candidat possible (mais non certain) comme ancêtre des chevaux domestiques actuels. Il est cependant possible que certaines lignées de chevaux domestiques soient croisées avec des Przewalski et qu'elles aient dès lors une ascendance mixte.
L'impossibilité de trancher les débats sur le statut réel du tarpan (sauvage ou domestique, ancêtre ou non des chevaux actuels) vient du fait que « les preuves matérielles que ferus est une forme distincte de cheval sauvage sont limitées au matériel ostéologique de deux spécimens » et qu'« il n'a pas été identifié avec certitude à des populations locales du Pléistocène ou de l'Holocène (Forsten, 1988)[réf. incomplète] ».

## Le tarpan «reconstitué»

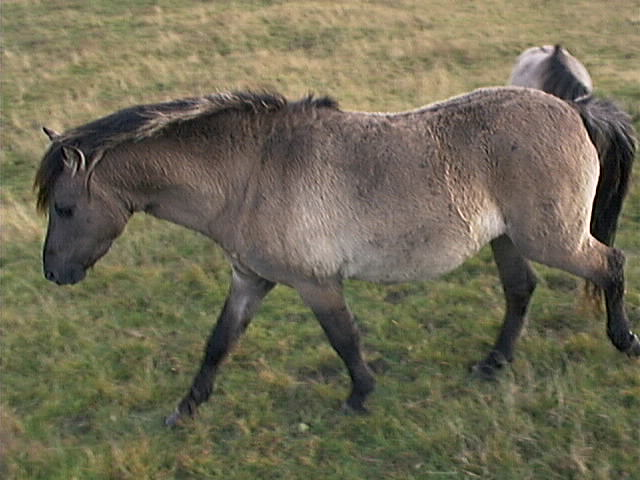
Un « tarpan reconstitué », ou Konik, en 2004.

À partir de 1936, Tadeusz Vetulani, un scientifique polonais a « reconstitué » une race chevaline ressemblant aux anciens chevaux sauvages européens Tarpans. Vetulani a travaillé à partir de poneys polonais supposés descendre d'un mélange de chevaux domestiques et de tarpans. Son travail a donné naissance à la race « Konik Polski », très proche physiquement des tarpans originels (à l'exception de la crinière, qui est relativement longue, et non en brosse, comme chez le tarpan originel, et à l'exception des petites zébrures des membres).
Les frères Heck, créateurs de l'aurochs de Heck, mèneront leur propre projet de « reconstitution » du tarpan. Le premier tarpan « reconstitué » naquit le 22 mai 1933 au zoo de Munich, sous le nom de cheval de Heck. Des « chevaux de Heck » existent encore aujourd'hui.
La race Konik Polski a été introduite dans certains milieux naturels, comme la réserve d'Oostvaardersplassen aux Pays-Bas. En France, les premiers Konik Polski sont arrivés en 1987, directement de Pologne afin d'entretenir le marais alcalin de Pagny sur Meuse. C'est ensuite que la race s'est répandue, dans l'idée de participer à l'entretien des espaces
,.   
La race portugaise Sorraïa semble également assez primitive. Elle a une apparence très proche de celle des tarpans et des zébrures sont même visibles sur les jambes (Tarpan reconstitué et Sorraia sont indifférenciables). La crinière est longue, montrant l'influence de la domestication. Des analyses génétiques montreraient une certaine proximité avec le tarpan.

## Galerie

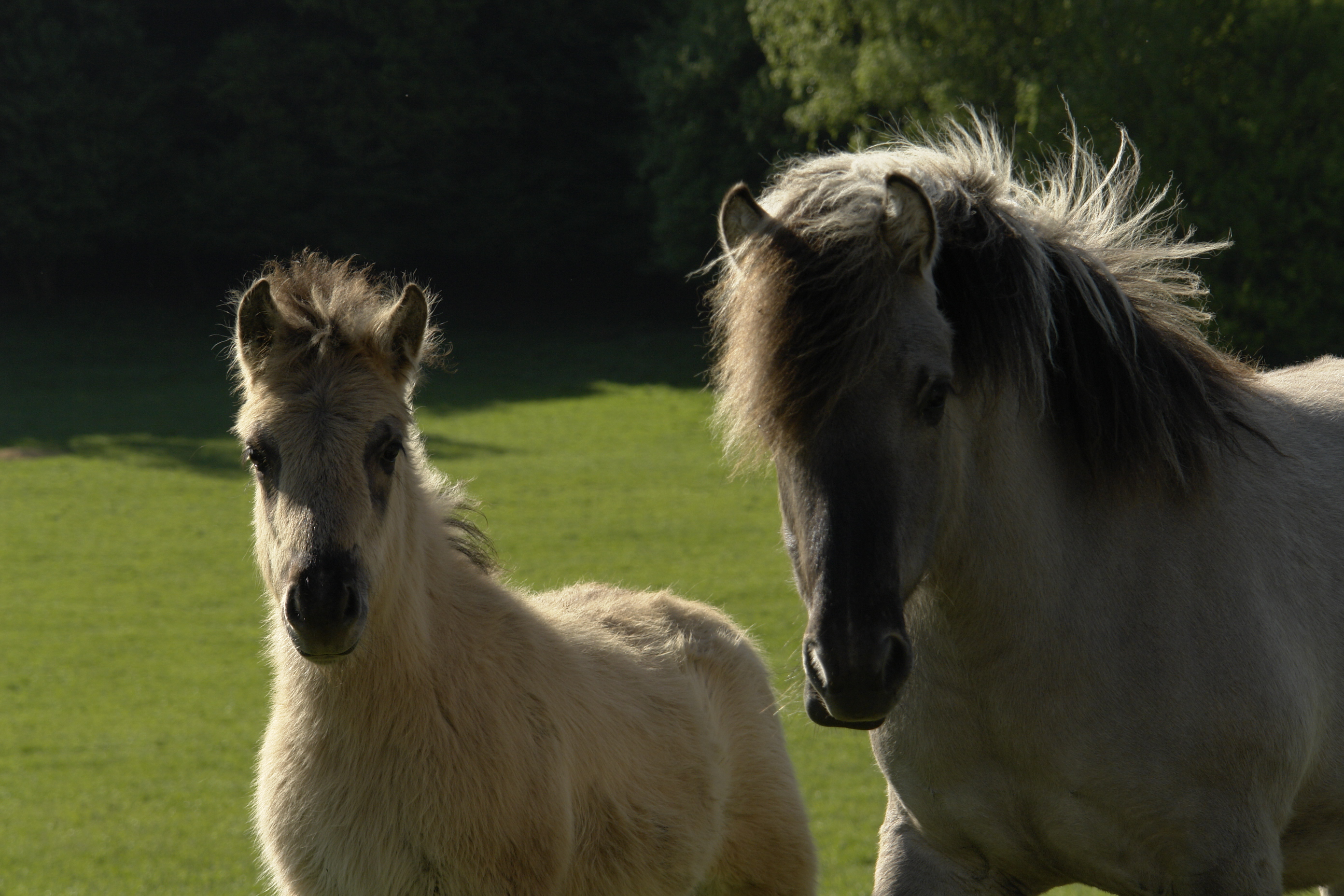
Une jument de Heck et son poulain dans la réserve animale du Domaine des grottes de Han
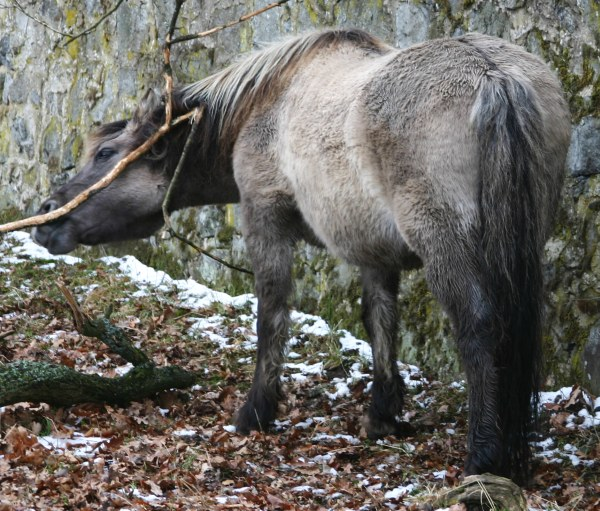
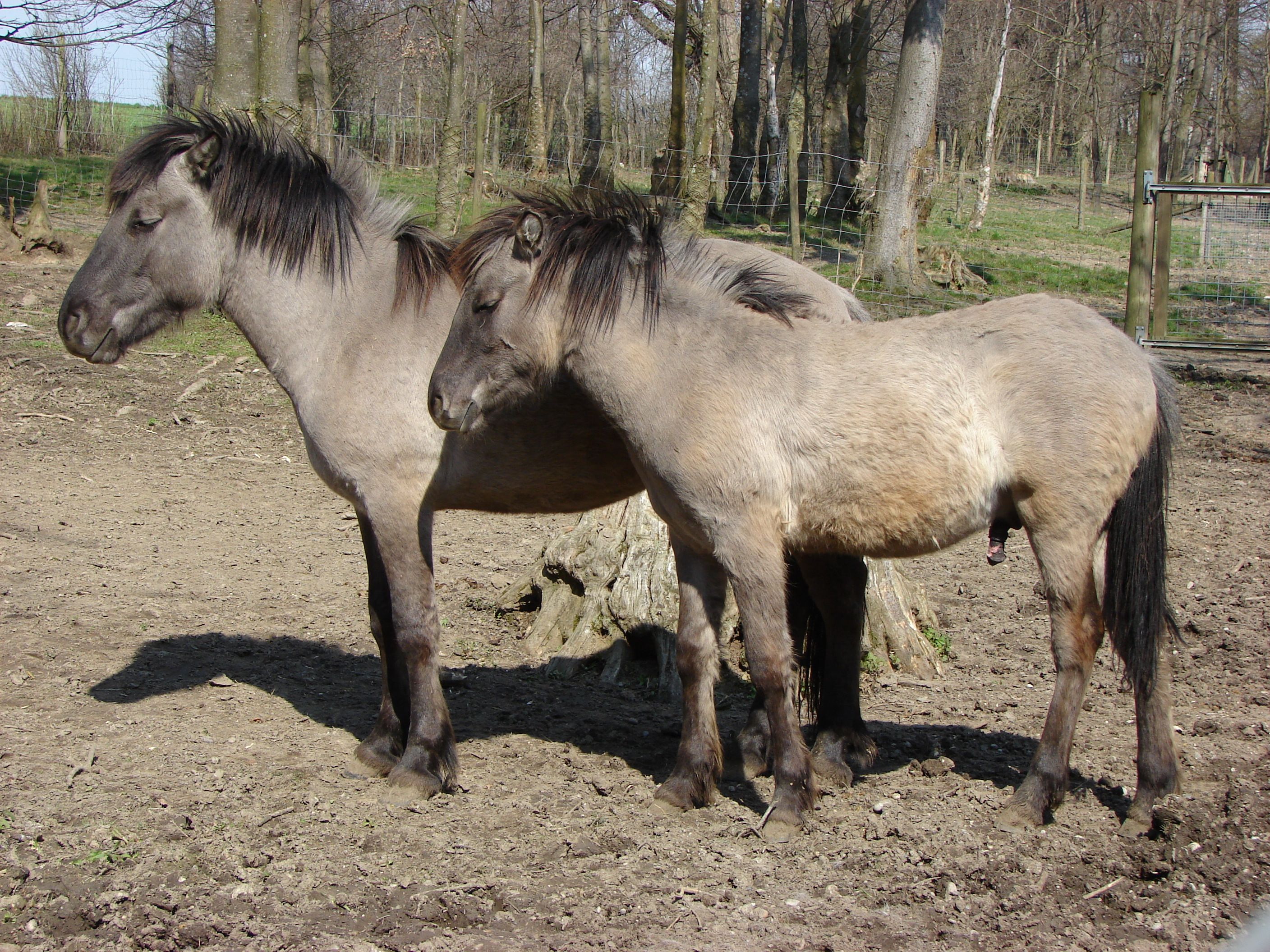